# Antanas Povylius
Antanas Povylius (ur. 14 sierpnia 1871 w Žiūronai koło Radziwiliszek, zm. 6 lipca 1961 tamże) – litewski działacz społeczny i polityczny, spółdzielca, poseł do II Dumy (1907).
W 1891 roku ukończył gimnazjum w Szawlach. Od 1895 roku pracował jako magazynier, kierownik gospodarczy i buhalter w powiecie wileńskim. Zaangażował się w ruch socjalistyczny, kolportował wśród ludu literaturę lewicową. W 1902 roku podjął pracę w posiadłościach Gubernia należących do Władimira Zubowa. W tym samym roku znalazł się w zarządzie szawelskiego oddziału Litewskiej Partii Socjaldemokratycznej. Organizował strajk robotników w Szawlach 18 stycznia 1905 roku.
W styczniu 1907 roku uzyskał mandat posła do II Dumy z guberni kowieńskiej. Był sekretarzem frakcji LPS w rosyjskim parlamencie. W maju 1907 roku został aresztowany przez władze rosyjskie. Od 1909 do 1910 roku więziony był w twierdzy kowieńskiej.
Po odzyskaniu przez Litwę niepodległości wszedł w skład Sejmu Ustawodawczego. Należał do władz spółdzielni "Pienocentras". W 1937 roku został odznaczony Orderem Giedymina III Stopnia.